# ون بلس 7تي
 يعد ون بلس 7تي و 7تي برو هاتف ذكي يعمل بنظام أندرويد تم تصنيعها بواسطة ون بلس. تم كشف النقاب عن الطراز 7تي في 26 سبتمبر 2019، وتم الكشف عن الطراز 7تي برو في 10 أكتوبر 2019. تعود نسخة مجموعة مكلارين من الإصدار 6تي إلى الإصدار 7تي برو. كلاهما لديه ترقيات بسيطة كما هو الحال مع هواتف تي السابقة، مثل البرامج الجديدة والكاميرات التي تمت ترقيتها وشرائح أسرع.

## مواصفات

### البرمجيات
يعمل 7تي و 7تي برو على أوكسجين أوس 10، الذي يستند على أندرويد 10.

### توافق الشبكة
| نموذج  | GSM يربط                    | CDMA يربط | UMTS يربط                  | LTE يربط |
| ------ | --------------------------- | --------- | -------------------------- | --- |
| 7T     | 850/900/1800/1900 ميغاهيرتز | BC0 ، BC1 | 1 ، 2 ، 4 ، 5 ، 8 ، 9 ، 19 | قوات الدفاع عن الديمقراطية: 1 ، 2 ، 3 ، 4 ، 5 ، 7 ، 8 ، 12 ، 13 ، 17 ، 18 ، 19 ، 20 ، 25 ، 26 ، 28 ، 29 ، 30 ، 32 ، 66 ، 71 TDD: 34 ، 38 ، 39 ، 40 ، 41 ، 46 ، 48 |
| 7T Pro | 850/900/1800/1900 ميغاهيرتز | BC0 ، BC1 | 1 ، 2 ، 4 ، 5 ، 8 ، 9 ، 19 | قوات الدفاع عن الديمقراطية: 1 ، 2 ، 3 ، 4 ، 5 ، 7 ، 8 ، 12 ، 13 ، 17 ، 18 ، 19 ، 20 ، 25 ، 26 ، 28 ، 29 ، 32 ، 66 TDD: 34 ، 38 ، 39 ، 40 ، 41                     |

### النماذج
يحتوي كل من ون بلس 7 وون بلس 7 برو على العديد من النماذج. عادة ما تكون الاختلافات مع النطاقات المدعومة.
| نموذج              | مختلف  | منطقة               |
| ------------------ | ------ | ------------------- |
| ون بلس 7تي         | HD1900 | الصينية / هونج كونج |
| ون بلس 7تي         | HD1901 | هندي                |
| ون بلس 7تي         | HD1903 | أوروبا              |
| ون بلس 7تي         | HD1905 | أمريكا الشمالية     |
| ون بلس 7تي         | HD1907 | تي موبايل           |
| نموذج              | مختلف  | منطقة               |
| ون بلس 7تي برو     | HD1910 | الصينية / هونج كونج |
| ون بلس 7تي برو     | HD1911 | هندي                |
| ون بلس 7تي برو     | HD1913 | أوروبا              |
| نموذج              | مختلف  | منطقة               |
| ون بلس 7تي برو 5جي | HD1925 | تي موبايل           |